# Pak Thae-song
Pak Thae-song (박태성?; 14 settembre 1955) è un politico nordcoreano, Presidente del Gabinetto della Repubblica Popolare Democratica di Corea dal 29 dicembre 2024.
È vicepresidente del partito del Lavoro di Corea ed è stato presidente dell'Assemblea popolare suprema dal 2019 al 2023. Il 29 dicembre 2024, Pak è stato nominato Premier della Corea del Nord al termine dell'assemblea generale annuale di fine anno del Comitato centrale del Partito dei lavoratori della Corea, succedendo così a Kim Tok-hun.